# Ichiro Nodaira
Ichiro Nodaira (野平一郎, Nodaira Ichiro; Tokio, 5 de maio de 1953) é um premiado compositor e pianista japonês de música clássica.

## Prêmios e Indicações
- 1995 - Vencedor do 13o Kenzo Nakajima Music Award
- 1996 - Vencedor do 44o Otaka Prize
- 1996 - Vencedor do 46o Educational Minister Art Prize for Freshmen
- 1996 - Vencedor do 11o Kyoto Music Award - “Practical Application Prize”
- 2004 - Vencedor do 35o Suntory Music Award
- 2005 - Vencedor do 55o Education Minister’s Art Encouragement Prize

## Composições Famosas
- 1982 - Texture du delire I for 7 instruments
- 1986 - Texture du delire III for electric instruments and ensemble
- 1988 - La nuit sera blanche et noire (White and Black in Night) for flute and piano
- 1989 - La Corde du Feu pour guitare electrique et orchestre de chambre
- 1990 - Le temps tisse(Time Woven) for brass and percussion
- 1991 - Quatorze ecarts vers le defi (14 Deviations to the Challenge) for piano and real-time computer
- 1993 - Neuf ecarts vers le defi (9 Deviations to the Challenge) for piano and real-time computer
- 1995 - Chamber Concerto no. 1 (1995)
- 1996 - Voyage Interieur (The Internal Journey) Gagaku (Traditional Japanese Music)
- 1999 - Memoire/Transitore II (Memory/Transition II) for orchestra
- 2002 -  La Corde du Feu pour guitare electrique et grand orchestre
- 2003 - Ludwig van sampling ! for piano and computer
- 2004 - Quatuor en Hiver (Quartet in Winter)
- 2005 - Opera "La Madrugada"